# Pierre Borel (Mediziner)

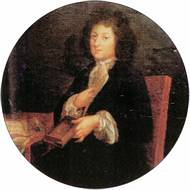
Porträt des Pierre Borel von Jacques Pauthe

Pierre Borel (latinisiert Petrus Borellus, * um 1620 in Castres; † 14. Oktober 1671 ebenda) war ein französischer Mediziner, Botaniker, Chemiker und Sammler.

## Leben und Wirken
Pierre Borel war wahrscheinlich der älteste Sohn von Jacques Borel und Esther Martel. Er wurde am Collège de Castres der Hugenotten erzogen und studierte Medizin an der Universität Montpellier. Am 14. Mai 1643 wurde Borel an der medizinischen Fakultät der Universität Cahors zum Doktor der Medizin promoviert. Von 1644 bis 1653 praktizierte er als Arzt in seiner Heimatstadt Castres. Darüber hinaus sammelte Borel Raritäten, Pflanzen, Antiquitäten und Mineralien aus Castres und Umgebung. Einen Katalog seiner Sammlung veröffentlichte er 1645. Vier Jahre später erschien eine um die Geschichte der Region und die dortigen römischen Inschriften erweiterte Fassung.
Ende 1653 ging Borel nach Paris, trug dort eine Sammlung von etwa 4000 Manuskripten und Büchern der Hermetiker zusammen, über die er 1654 einen weiteren Katalog veröffentlichte und wurde 1655 königlicher Leibarzt (Médecin ordinaire du Roi) von Ludwig XIV. Ein Jahr später folgte ein altfranzösisches Wörterbuch, der Trésor de recherches et antiquités gauloises et françaises. Borel studierte Berichte über das Teleskop und benannte in seiner Schrift De vero telescopii inventore Zacharias Janssen als ersten (1590) sowie Hans Lipperhey als zweiten (1608) Erfinder des Teleskops. Außerdem beschrieb er darin das 1637 von Johannes Hevelius erfundene Polemoskop. 1656 erfolgte die Veröffentlichung von 100 mit dem Mikroskop vorgenommener Beobachtungen.
1657 kehrte Borel nach Castres zurück und praktizierte dort bis zu seinem Tode. Von 1657 bis 1664 war er Rektor des Collège de Castres. Im August 1663 heiratete er Esther Bonnafous.
Borel beschäftigte sich mit Optik und einer Vielzahl von Fächern, die von Medizin bis Botanik, von Optik bis Astronomie, von Philologie bis Bibliographie reichten. Dieser Eklektizismus wird von vielen Biographen kritisiert. Er arbeitete mit der Akademie der Wissenschaften in Mémoires pour servir à l'histoire des plantes zusammen, 1676 unter der Leitung von Denis Dodart.
Borel erkannte, dass es sich beim Grauen Star um eine Trübung der Augenlinse handelt. Er empfahl den von ihm erstmals durchgeführten Einsatz von Hohlspiegeln bei der medizinischen Untersuchung von Nase (Rhinoskopie) und Rachen (Pharyngoskopie). Ihm wird die erste Beschreibung einer Gehirnerschütterung zugeschrieben. Er war einer der ersten Anwender des Mikroskops für medizinische Zwecke wie der Untersuchung von Organen, von Blut und anderen Körperflüssigkeiten.

## Schriften (Auswahl)
- Catalogue des raretés du cabinet de P. Borell. Castres 1645.
- Les antiquitez, raretez, plantes, mineraux etautres choses considérables de la ville et comté de Castres d’Albigeois. Arnauld Colomiez, Castres 1649 (online)
- Dictionnaire des termes du vieux françois. Briasson, París 1650 (online).
- Historiarum et observationum medicophysicarum. Paris 1656 (online).
- Bibliotheca chimica: seu, Catalogus librorum philosophicorum hermeticorum. Charles Du Mesnil & Thomas Jolly, Paris 1654 (Heidelberg 1656).
- Trésor de recherches et d’antiquités gauloises et françaises. Augustin Courbé, Paris 1655 (online).
- Carmina encomiastica, ac congratulatoria, in laudem Christianissimi Regis Ludouici XIV. Augustissimæ Reginæ Matris. Et Eminentissimi Cardinalis Mazarini. N. Foucault, Paris 1654.
- De vero telescopii inventore. A. Vlacq, 1655 (online).
- Observationum microscopicarum centuria. A. Vlacq, Den Haag 1656 (online).
- Vitae Renati Cartesii, summi philosophi compendium. Paris 1656 (online).
- Discours nouveau prouvant la pluralité des mondes. Genf 1657 (online).
- Hortus seu Armamentarium simplicium, mineralium, plantarum et animalium ad artem medicam utilium. Castris 1666 (online).